# 小林悠輔
小林悠輔（Kobayashi Yusuke，1993年8月12日—）生於埼玉縣上尾市，是日本男子柔道運動員，曾獲得2018年亞洲運動會柔道比賽混合團體金牌。兄長小林大輔也是柔道運動員。

## 外部連結
- JudoInside.com （页面存档备份，存于）
- 小林悠輔的X（前Twitter）
- 小林悠輔的Instagram帳戶